# 沼蛤
沼蛤（学名：Limnoperna fortunei），又稱淡水壳菜、湖沼股蛤、河殼菜蛤，是软体动物门双壳纲贻贝目壳菜蛤科沼蛤屬的一种大型淡水底栖动物。主要分布于韩国、中国大陆，常栖息在河流及河口半淡咸水区域。在台灣、香港及泰國等地為入侵物種，現時還意外被引入到南美洲。

## 生活史
沼蛤幼体阶段为浮游生活，能够依靠水流迅速扩散。成体阶段为固着生活，利用足丝附着在基质上，附着力极强，难以移除。这一特点使其會造成自來水廠、污水處理廠、水庫、發電廠等使用的管道阻塞。